# Lista över offentlig konst i Varberg

Detta är en lista över offentlig konst i Varberg.
| Namn                 | Skulptör                                                                      | Årtal | Material | Plats                       | Koordinater                                            | Bild |
| -------------------- | ----------------------------------------------------------------------------- | ----- | -------- | --------------------------- | ------------------------------------------------------ | ---- |
| Badande ungdom       | Bror Marklund                                                                 | 1937  |          | Varbergs torg               | 57°6′18.27″N 12°15′2.84″Ö / 57.1050750°N 12.2507889°Ö  |      |
| På kyrkstigen        | Erik Nilsson                                                                  | 1944  |          | Engelska parken             | 57°6′24.42″N 12°14′50.93″Ö / 57.1067833°N 12.2474806°Ö |      |
| Gustav Ullmanstatyn  | Nanna Ullman                                                                  | 1948  |          | Norra Fästningshörnan       | 57°6′26.83″N 12°14′24.89″Ö / 57.1074528°N 12.2402472°Ö |      |
| Maj                  | Emil Näsvall                                                                  | 1950  |          | Vid Varbergs Sparbank       | 57°6′17.24″N 12°15′3.84″Ö / 57.1047889°N 12.2510667°Ö  |      |
| Askungen             | Stig Blomberg                                                                 | 1950  |          | Drottning Blankas plats     | 57°6′3.04″N 12°15′7.01″Ö / 57.1008444°N 12.2519472°Ö   |      |
| Gossen med guldgåsen | Einar Luterkort                                                               | 1950  |          | Societetsparken             | 57°6′26.02″N 12°14′36.14″Ö / 57.1072278°N 12.2433722°Ö |      |
| Vårflickan           | Edvin Öhrström                                                                | 1950  |          | I närheten av Folkets hus   |                                                        |      |
| I sommarhagen        | Emil Näsvall                                                                  | 1951  |          | Krabbes väg 6-8             | 57°5′58″N 12°14′53.67″Ö / 57.09944°N 12.2482417°Ö      |      |
| Gäddleken            | Clarence Blum                                                                 | 1955  |          | Vid Varbergs Sparbank       | 57°6′17.39″N 12°14′59.97″Ö / 57.1048306°N 12.2499917°Ö |      |
| Månfisken            | Lennart A-son                                                                 | 1961  |          | Sparbankshallen             |                                                        |      |
| Idrottsmotiv         | Bertil Lundgren                                                               | 1964  |          | Idrottshallen, Danska vägen | 57°5′57.09″N 12°15′15.17″Ö / 57.0991917°N 12.2542139°Ö |      |
| Hästen och bonden    | Nanna Ullman                                                                  | 1965  |          | Pilhagen                    | 57°6′8.76″N 12°15′0.25″Ö / 57.1024333°N 12.2500694°Ö   |      |
| Ung flicka           | Åke Jönsson                                                                   | 1968  |          | Östergårdens äldreboende    |                                                        |      |
| Torellbrunnen        | Edvin Öhrström                                                                | 1970  |          | Galleria Trädgården         | 57°6′22.46″N 12°14′54.08″Ö / 57.1062389°N 12.2483556°Ö |      |
| Livscykeln           | Bernard Anderson                                                              | 1975  |          | Brunnsparken                | 57°6′22.05″N 12°14′57.75″Ö / 57.1061250°N 12.2493750°Ö |      |
| Sörjande moder       | Tore Heby                                                                     | 1978  |          | S:t Jörgens kyrkogård       |                                                        |      |
| Kram                 | Lennart Linjer                                                                | 1983  |          | Borgmästaregatan 29         | 57°6′24.23″N 12°15′15.59″Ö / 57.1067306°N 12.2543306°Ö |      |
| Vattenstenar         | Matti Rylander                                                                | 1985  |          | Societetsparken             | 57°6′24.25″N 12°14′36.7″Ö / 57.1067361°N 12.243528°Ö   |      |
| Kvinnogestalt        | Peter Mandl                                                                   | 1988  |          | S:t Jörgens kyrkogård       |                                                        |      |
| Klyvning             | Roland Ohlsson                                                                | 1992  |          | Torggatan                   | 57°6′20.37″N 12°14′56.32″Ö / 57.1056583°N 12.2489778°Ö |      |
| Ett 650-årsminne     | Harry Kivijärvi                                                               | 1993  |          | Södra Fästningshörnan       | 57°6′13.44″N 12°14′26.85″Ö / 57.1037333°N 12.2407917°Ö |      |
| Musica               | Peter Mandl                                                                   | 1994  |          | Kungsgatan                  | 57°6′29.2″N 12°15′1.4″Ö / 57.108111°N 12.250389°Ö      |      |
| Spirande snäcka      | Walter Bengtsson (Utsmyckad säcktransportör från intilliggande hamnmagasinet) | 1996  |          | Varbergs gästhamn           | 57°6′30.15″N 12°14′35.99″Ö / 57.1083750°N 12.2433306°Ö |      |
| Hålrum               | Eva Hild                                                                      | 2006  |          | Campus Varberg              | 57°6′28.87″N 12°14′40.02″Ö / 57.1080194°N 12.2444500°Ö |      |
| Stilla rörelse       | Maria Miesenberger                                                            | 2012  |          | Engelska parken             |                                                        |      |
| Kraka                | Gustaf Nordahl                                                                |       |          | Bandholtzgatan 16           | 57°5′56.65″N 12°14′52.11″Ö / 57.0990694°N 12.2478083°Ö |      |
| Jüngling von Naims   | Hanspeter Widrig                                                              |       |          | Sjukhuset i Varberg         | 57°5′58.42″N 12°16′42.38″Ö / 57.0995611°N 12.2784389°Ö |      |